# Ламбужное
Ламбужное — пресноводное озеро на межселённой территории Онежского района Архангельской области.

## Общие сведения
Площадь озера — 1,3 км², площадь водосборного бассейна — 1890 км². Располагается на высоте 166,8 метров над уровнем моря.
Форма озера продолговатая: оно почти на полтора километра вытянуто с севера на юг. Берега изрезанные, преимущественно заболоченные.
Двумя короткими протоками, вытекающими с западной стороны Ламбужное соединяется с рекой Илексой, впадающей в Водлозеро.
Ближе к западному берегу озера расположен один небольшой остров без названия.
Населённые пункты и автодороги вблизи водоёма отсутствуют.
Код объекта в государственном водном реестре — 01040100311102000019145.